# 산라파엘레치메나
산라파엘레치메나(이탈리아어: San Raffaele Cimena)는 이탈리아 피에몬테주의 토리노 광역시에 있는 코무네로, 토리노에서 약 15km(9mi) 정도 떨어져 있다.
산라파엘레치메나는 키바소, 브란디초, 카스타녜토포, 세티모토리네세, 가시노토리네세 및 리발바와 접해 있다.